# Eudarcia fasciata
Eudarcia fasciata är en fjärilsart som beskrevs av Otto Staudinger 1880. Eudarcia fasciata ingår i släktet Eudarcia och familjen äkta malar.
Artens utbredningsområde är Turkiet. Inga underarter finns listade i Catalogue of Life.